# Długi Marsz 3A
Długi Marsz 3A (chiń. upr. 长征系列运载火箭; chiń. trad. 長征系列運載火箭; pinyin Chángzhēng xìliè yùnzài huǒjiàn, Chang Zheng 3A; ang. Long March 3A) – chińska trójstopniowa rakieta nośna debiutująca w 1994 roku. Głównym zadaniem rakiety jest wynoszenie na orbitę chińskich satelitów telekomunikacyjnych oraz nawigacyjnych systemu Beidou; w 2007 roku rakieta wyniosła pierwszą chińską sondę księżycową Chang’e 1. 
Prace konstrukcyjne nad nią zostały rozpoczęte w latach 80. XX wieku. Rakieta powstała jako rozwinięcie rakiety Długi Marsz 3 z myślą o oferowaniu lotów na rynkach zagranicznych. Nośność na orbitę przejściowa do stacjonarnej (GTO) podniesiono do 2 600 kg; pierwszy i drugi stopień pozostały niezmienione, natomiast m.in. zaprojektowano nowy trzeci stopień oparty na nowym silniku YF-75 na ciekły wodór i tlen. 

## Chronologia lotów
1. 8 lutego 1994, 08:34 GMT; s/n 32; miejsce startu: kosmodrom Xichang (LC2), Chiny
Ładunek: Shijian 4, KF 1; Uwagi: start udany
2. 29 listopada 1994, 17:02 GMT; s/n 36; miejsce startu: kosmodrom Xichang (LC2), Chiny
Ładunek: Zhongxing 5; Uwagi: start udany
3. 11 maja 1997, 16:17 GMT; s/n 44; miejsce startu: kosmodrom Xichang (LC2), Chiny
Ładunek: Zhongxing 6; Uwagi: start udany
4. 25 stycznia 2000, 16:45 GMT; s/n 60; miejsce startu: kosmodrom Xichang (LC2), Chiny
Ładunek: Zhongxing 22; Uwagi: start udany
5. 30 października 2000, 16:02 GMT; s/n 63; miejsce startu: kosmodrom Xichang (LC2), Chiny
Ładunek: Beidou 1A; Uwagi: start udany
6. 20 grudnia 2000, 16:20 GMT; s/n 64; miejsce startu: kosmodrom Xichang (LC2), Chiny
Ładunek: Beidou 1B; Uwagi: start udany
7. 24 maja 2003, 16:34 GMT; s/n 70; miejsce startu: kosmodrom Xichang (LC2), Chiny
Ładunek: Beidou 2A; Uwagi: start udany
8. 14 listopada 2003, 16:01 GMT; s/n 74; miejsce startu: kosmodrom Xichang (LC2), Chiny
Ładunek: Zhongxing 20; Uwagi: start udany
9. 19 października 2004, 01:20 GMT; s/n 81; miejsce startu: kosmodrom Xichang (LC2), Chiny
Ładunek: Feng Yun 2C; Uwagi: start udany
10. 12 września 2006, 16:02 GMT; s/n 91; miejsce startu: kosmodrom Xichang (LC2), Chiny
Ładunek: Zhongxing 22A; Uwagi: start udany
11. 8 grudnia 2006, 00:53 GMT; s/n 94; miejsce startu: kosmodrom Xichang (LC2), Chiny
Ładunek: Feng Yun 2D; Uwagi: start udany
12. 2 lutego 2007, 16:28 GMT; s/n 95; miejsce startu: kosmodrom Xichang (LC2), Chiny
Ładunek: Beidou 1D; Uwagi: start udany
13. 13 kwietnia 2007, 20:11 GMT; s/n 97; miejsce startu: kosmodrom Xichang (LC3), Chiny
Ładunek: Beidou 1M; Uwagi: start udany
14. 31 maja 2007, 16:08 GMT; s/n 100; miejsce startu: kosmodrom Xichang (LC3?), Chiny
Ładunek: Sinosat 3; Uwagi: start udany
15. 24 października 2007, 10:05 GMT; s/n 103; miejsce startu: kosmodrom Xichang (LC3), Chiny
Ładunek: Chang’e 1; Uwagi: start udany
16. 23 grudnia 2008, 00:54 GMT; s/n 115; miejsce startu: kosmodrom Xichang (LC3?), Chiny
Ładunek: Feng Yun 2E; Uwagi: start udany
17. 31 lipca 2010, 21:30 GMT; s/n 126; miejsce startu: kosmodrom Xichang (LC3), Chiny
Ładunek: Beidou IGS 1; Uwagi: start udany
18. 24 listopada 2010, 16:09 GMT; s/n ?; miejsce startu: kosmodrom Xichang (LC3), Chiny
Ładunek: Zhongxing 20A; Uwagi: start udany
19. 17 grudnia 2010, 20:20 GMT; s/n ?; miejsce startu: kosmodrom Xichang (LC3), Chiny
Ładunek: Beidou IGS 2; Uwagi: start udany
20. 9 kwietnia 2011, 20:47 GMT; s/n ?; miejsce startu: kosmodrom Xichang (LC3), Chiny
Ładunek: Beidou IGS 3; Uwagi: start udany
21. 26 lipca 2011, 21:44 GMT; s/n ?; miejsce startu: kosmodrom Xichang (LC3), Chiny
Ładunek: Beidou IGS 4; Uwagi: start udany
22. 1 grudnia 2011, 21:07 GMT; s/n ?; miejsce startu: kosmodrom Xichang (LC3), Chiny
Ładunek: Beidou IGS 5; Uwagi: start udany
23. 13 stycznia 2012, 00:56 GMT; s/n ?; miejsce startu: kosmodrom Xichang (LC3), Chiny
Ładunek: Feng Yun 2F; Uwagi: start udany
24. 31 grudnia 2014, 01:02 GMT; s/n ?; miejsce startu: kosmodrom Xichang (LC2), Chiny
Ładunek: Feng Yun 2G; Uwagi: start udany
25. 29 marca 2016, 20:11 GMT; s/n ?; miejsce startu: kosmodrom Xichang (LC2), Chiny
Ładunek: Beidou DW 22; Uwagi: start udany